# 信州大学繊維学部

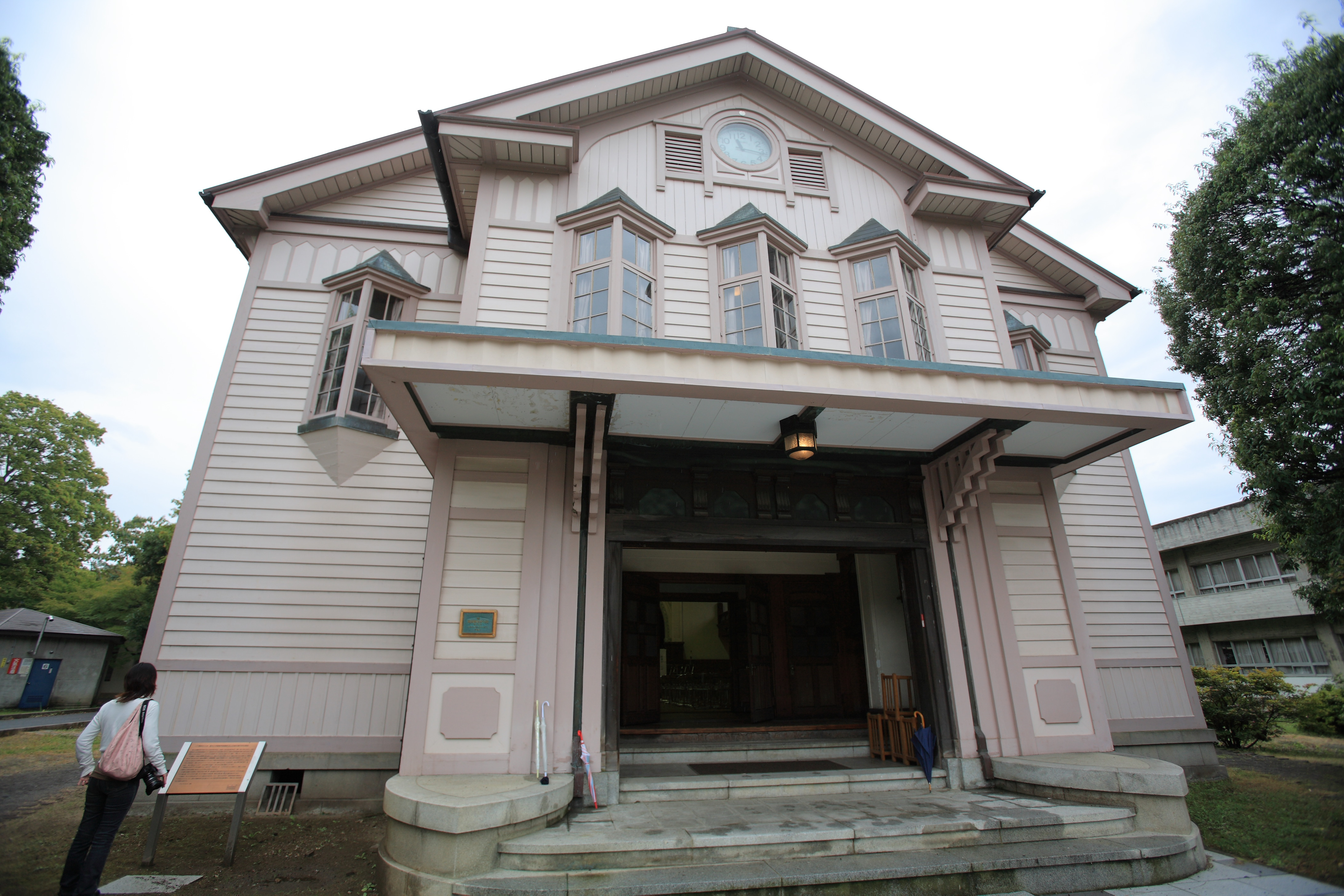
繊維学部講堂（登録有形文化財）

信州大学繊維学部（しんしゅうだいがくせんいがくぶ、英語: Faculty of Textile Science and Technology）は、信州大学に設置される学部。
本項では#信州大学大学院総合理工学研究科繊維学専攻も合わせて解説。
明治43年（1910年）設立の旧制上田蚕糸専門学校を前身とする日本唯一の繊維学部である。所在地は長野県上田市常田。
化学・材料科学分野における世界屈指の学術機関であり、繊維に関する論文数は世界の10%弱を占め、そのうち「ファイバー工学」分野における論文数、および「ナノファイバー」分野における論文引用数で世界1位である。

## 沿革

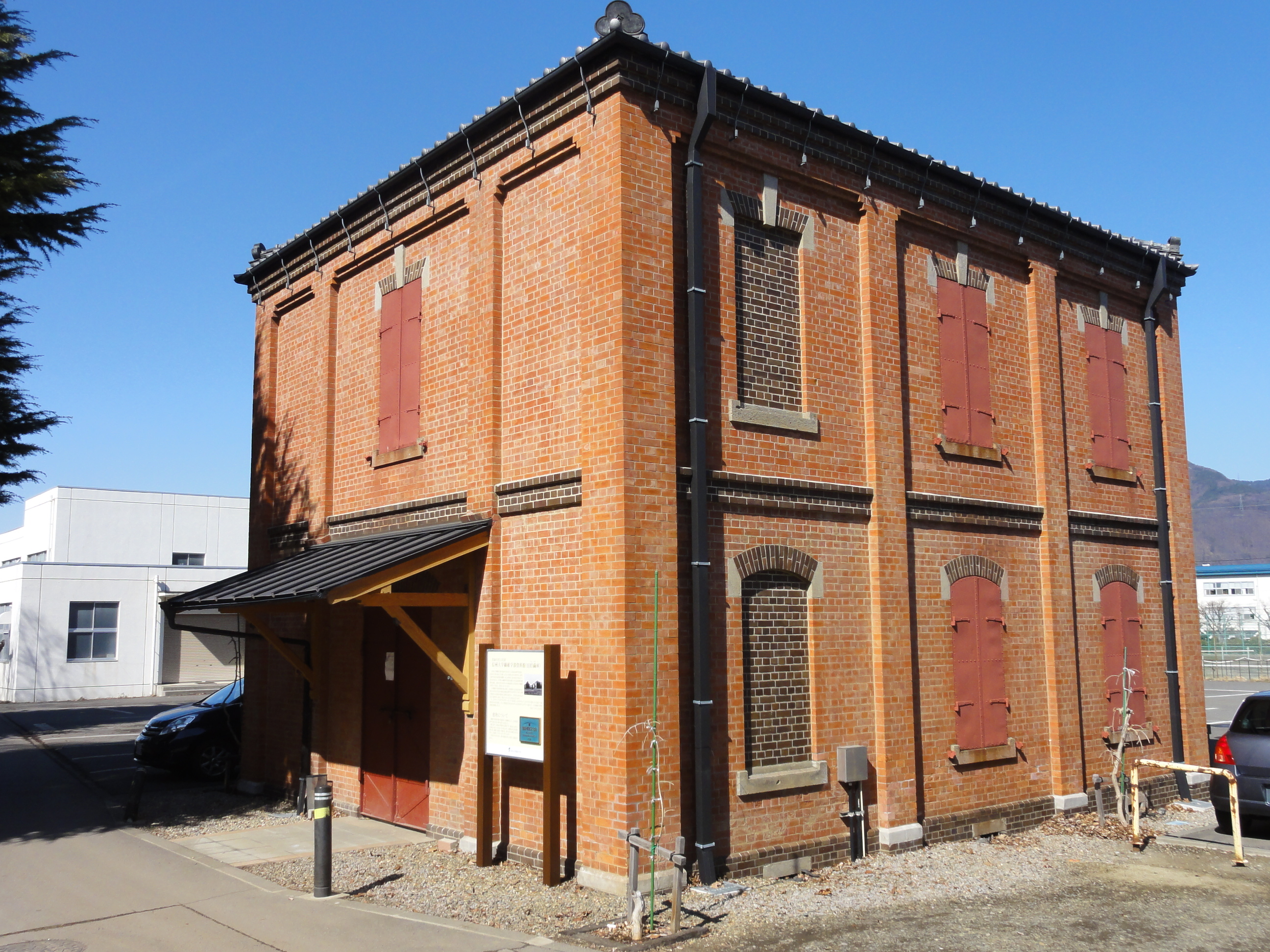
繊維学部資料館（旧上田蚕糸専門学校貯繭庫、登録有形文化財）

明治43年（1910年）、蚕糸に関する最初の高等教育機関、また長野県下初の官立学校として設立され（上田蚕糸専門学校）、繊維科学技術全般にわたる高等教育機関に発展し（上田繊維専門学校）、さらに1949年学制改革により信州大学繊維学部として発足し、現在に至る。

### 旧制専門学校時代
- 明治43年 (1910年) - 上田蚕糸専門学校設立
- 昭和19年 (1944年) - 上田繊維専門学校と改称

### 信州大学繊維学部時代
出典。
|                   | 学部 | 大学院                                                                                              |
| 昭和24年 (1949年) | 信州大学を設置、繊維学部に養蚕学科、紡織学科、繊維化学科の3学科を設置 | |
| 昭和25年 (1950年) | 繊維学部附属農場を設置 | |
| 昭和26年 (1951年) | 蚕糸別科を設置 | |
| 昭和28年 (1953年) | 一般教育部を設置 | |
| 昭和29年 (1954年) | | 繊維学専攻科を設置                                                                                  |
| 昭和36年 (1961年) | 繊維機械学科の設置 / 養蚕学科を繊維農学科に、紡織学科を紡織工学科に、繊維化学科を繊維工業化学科に改称 | 専攻科 養蚕学専攻を繊維農学専攻に、紡織学専攻を紡織工学専攻に、繊維化学専攻を繊維工業化学専攻に改称 |
| 昭和38年 (1963年) | 繊維化学工学科を設置 | |
| 昭和39年 (1964年) | | 繊維学研究科を設置                                                                                  |
| 昭和40年 (1965年) | | 繊維機械学専攻を設置                                                                                |
| 昭和41年 (1966年) | 繊維学部附属高分子工業研究施設の設置 / 紡織工学科を繊維工学科に改称 | |
| 昭和42年 (1967年) | | 繊維化学工学専攻の設置 / 紡織工学専攻を繊維工学専攻に改称                                           |
| 昭和48年 (1973年) | 一般教育部を廃止 | |
| 昭和49年 (1974年) | 機能高分子学科を設置 | |
| 昭和53年 (1978年) | | 機能高分子学専攻を設置                                                                              |
| 昭和60年 (1985年) | 繊維農学科を応用生物科学科に改組 | |
| 昭和61年 (1986年) | 繊維工学科を繊維システム工学科に、繊維機械学科を機能機械学科に改組 | |
| 昭和62年 (1987年) | 繊維化学工学科を精密素材工学科に改組 | |
| 昭和63年 (1988年) | 繊維工業化学科を素材開発化学科に改組 | |
| 平成元年 (1989年) | | 繊維農学専攻を応用生物科学専攻に改称                                                                |
| 平成2年 (1990年)  | | 繊維化学工学専攻を設置 / 紡織工学専攻を繊維工学専攻に改称                                           |
| 平成3年 (1991年)  | | 工学研究科及び繊維学研究科を転換改組し、工学系研究科を設置                                          |
| 平成7年 (1995年)  | 繊維システム工学科を改組し、繊維システム工学科と感性工学科を設置 | |
| 平成17年 (2005年) | | (博士課程) 工学系研究科を転換改組し、総合工学系研究科を設置                                         |
| 平成20年 (2008年) | 7学科体制から3系9課程体制へ改組：創造工学系 (先進繊維工学課程、機能機械学課程、感性工学課程)、化学・材料系 (応用化学課程、材料化学工学課程、機能高分子学課程)、応用生物学系 (バイオエンジニアリング課程、生物機能科学課程、生物資源・環境科学課程) 誕生        | |
| 平成22年 (2010年) | 創立100周年記念式典 挙行 | |
| 平成23年 (2011年) | ファイバーイノベーション・インキュベーター (Fii) 施設、先進植物工場研究教育センター (SU-PLAF) 開所 | |
| 平成24年 (2012年) | 4系9課程に再編：繊維・感性工学系 (先進繊維工学課程、感性工学課程)、機械・ロボット学系 (機能機械学課程、バイオエンジニアリング課程)、化学・材料系 (応用化学課程、材料化学工学課程、機能高分子学課程)、応用生物科学系 (生物機能科学課程、生物資源・環境科学課程) | (修士課程) 工学系研究科を理工学系研究科に改組                                                       |
| 平成26年 (2014年) | 繊維学部附属高分子工業研究施設を閉所、先鋭領域融合研究群 国際ファイバー工学研究所を上田キャンパスに開所 | |
| 平成28年 (2016年) | 4系9課程を4学科に改組：先進繊維・感性工学科、機械・ロボット学科、化学・材料学科、応用生物科学科 | (修士課程) 理工学系研究科を総合理工学研究科に改組                                                   |
| 平成30年 (2018年) | | (博士課程) 総合工学系研究科と医学系研究科を転換改組し、総合医理工学研究科を設置                     |

## 組織

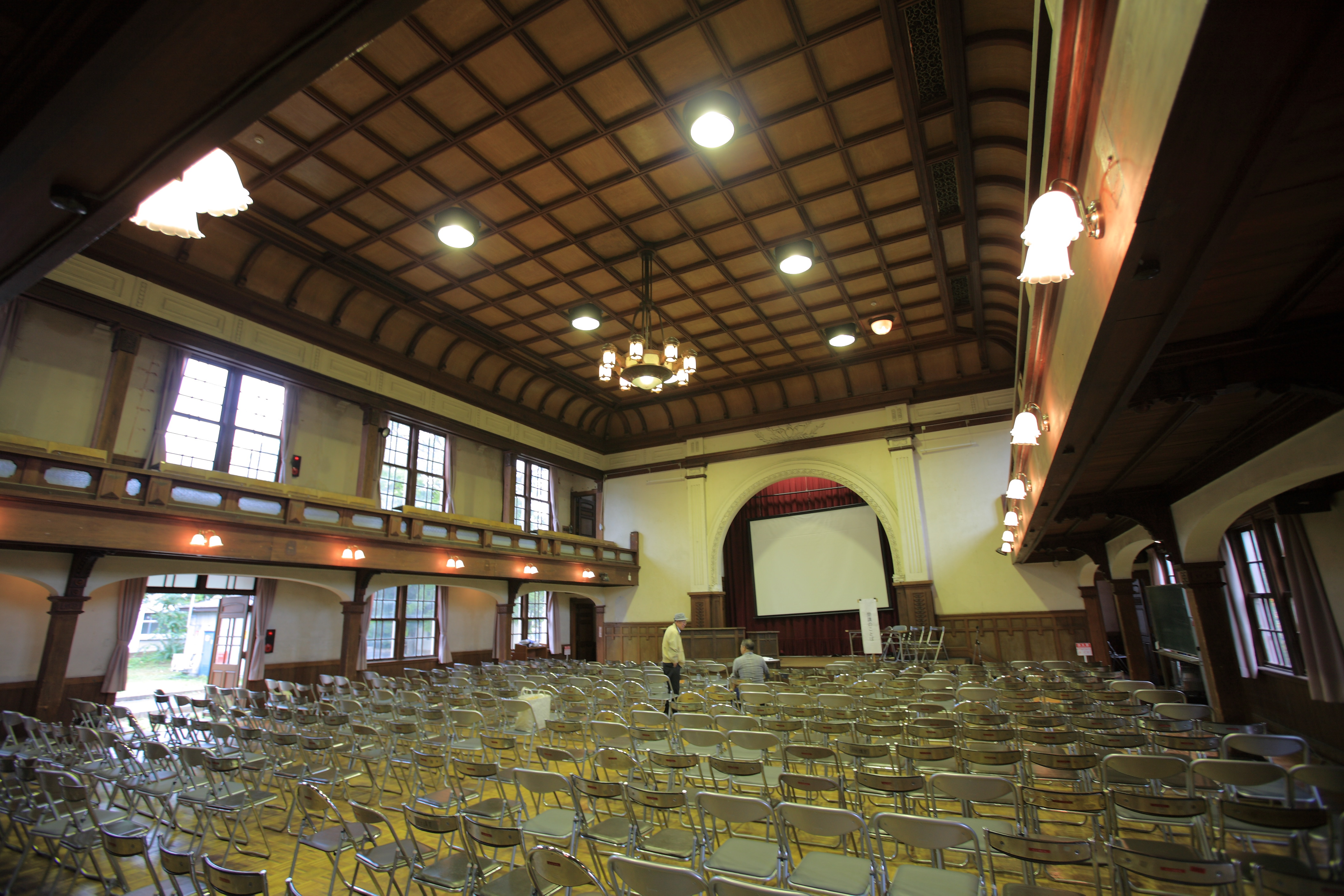
繊維学部講堂内部

研究・教育は信州大学学術研究院繊維学系が行う。

### 信州大学繊維学部
- 先進繊維・感性工学科
  - 先進繊維工学コース
  - 感性工学コース
- 機械・ロボット学科
  - 機能機械学コース
  - バイオエンジニアリングコース
- 化学・材料学科

- 応用生物科学科

### 信州大学大学院総合理工学研究科繊維学専攻
- 繊維学専攻
  - 先進繊維・感性工学分野
    - 先進繊維工学ユニット
    - 感性工学ユニット

  - 機械・ロボット学分野
  - 化学・材料分野
    - ファイバー材料工学ユニット
    - 機能高分子学ユニット
    - 応用分子化学ユニット

  - 応用生物科学分野

## 同窓会
- 千曲会（上田蚕糸専門学校・信州大学繊維学部合同）